# Jean-Claude Briavoine
Jean-Claude Briavoine, né le 7 octobre 1934 à La Couture-Boussey dans l'Eure, est un coureur automobile français, spécialisé dans les rallyes raids.
Il a commencé sa carrière par le Championnat de France des rallyes Gr. 2 sur Ford Capri (2e en 72, et vainqueur du groupe du Tour de France automobile en 1973) puis est passé aux rallyes tout terrain sur Bab Buggy, vainqueur de la Coupe de France en 74, il finit 3e du raid Abidjan-Nice en 76 et le remporte en 77 sur Renault 12 Sinpar, participe à de nombreux Paris-Dakar, 3e en 81, 2e en 82 sur Lada Niva. Il remporte les rallyes de Tunisie puis celui d'Algérie en 1981. Il gagne en 1983 le rallye des Pharaons toujours pour Lada Poch. 
Jean-Claude Briavoine est l'un des 4 concepteurs du Proto BCBG ayant couru des épreuves africaines. 
Le pilote normand a aussi participé aux 24 heures du Mans, par exemple les 24 heures du Mans 1977, il finit 17e en 1978 sur Porsche GT. 
JC Briavoine est instructeur Grand tourisme pour "Pilotage-passion". 